# God Only Knows
God Only Knows är en poplåt framförd av The Beach Boys, skriven av Brian Wilson (musik) och Tony Asher (text). Låten fanns med på LP-skivan Pet Sounds och släpptes även som singel, då som b-sida till "Wouldn't It Be Nice" i juli 1966. Men den blev minst lika populär som a-sidan och nådde listplacering i flera länder, bland annat Storbritannien där den istället släpptes som a-sida. Det var en av de första poplåtarna där man hade ordet "gud" i låttiteln. Det är Carl Wilson som sjunger huvudstämman i låten, och Brian Wilson och Bruce Johnston de övriga stämmorna. På inspelningen används många musikinstrument så som piano, dragspel, valthorn, klarinett, flöjt, saxofon, fioler och cello.
Låten listades som #25 på magasinet Rolling Stones lista The 500 Greatest Songs of All Time. När Pitchfork Media upprättade en lista över de bästa 1960-talssinglarna hamnade låten på första plats.
Låten spelas i filmerna Boogie Nights och Love Actually samt används som ledmotiv i TV-serien Big Love.

## Listplaceringar
| Lista (1966)   | Position                           |
| -------------- | ---------------------------------- |
| Finland        | 39                                 |
| Irland         | 6                                  |
| Nederländerna  | 12                                 |
| Norge          | 6 (VG-lista)                       |
| Storbritannien | 2                                  |
| USA            | 39 (Billboard Hot 100, som b-sida) |
| Västtyskland   | 22                                 |